# Dawid Fajnhauz
Dawid Fajnhauz (ur. 22 grudnia w Wilnie 1920, zm. 12 lipca 2004 w Chicago) – polski historyk żydowskiego pochodzenia.

## Życiorys
. W  1938 r. ukończył Gimnazjum im. Adama Mickiewicza w Wilnie.  Po wybuchu II wojny światowej znalazł się w Mordowii w ZSRR.  Od lipca 1941 r. przez dwa lata był zatrudniony jako robotnik w fabryce cegieł w Sarańsku. Następnie uczył historii w szkole podstawowej w miejscowości Kowyłkino, później objął stanowisko  dyrektora tej placówki. Należał do KPZR, także po wojnie, aż do wyjazdu do Polski (gdzie został członkiem PZPR). Po II wojnie światowej wrócił do Wilna. Od lipca 1946 do 1 kwietnia 1948 r. pracował na różnych stanowiskach w redakcji „Prawdy Wileńskiej”. Ukończył następnie historię na Uniwersytecie Wileńskim. Następnie pracownik tamże. W styczniu 1959 został aresztowany i oskarżony o polski nacjonalizm, przetrzymywano go i bito w sowieckim więzieniu w Wilnie, czego skutki odczuwał do końca życia. W 1959 został repatriowany do Polski. W latach 1960–1969 był pracownikiem Instytutu Historii Polskiej Akademii Nauk. Pracował pod kierunkiem Stefana Kieniewicza nad poszczególnymi tomami polsko-radzieckiej serii „Powstanie Styczniowe. Materiały i Dokumenty”. Dawid Fajnhauz uczestniczył w opracowaniu kilku tomów, takich jak trzy tomy Prasy tajnej z lat 1861-1864 (Wrocław 1966, 1969, 1970). Zajmował się też Henrykiem Kamieńskim, działalnością emigracji w dobie Wiosny Ludów. Opracował z Arturem Eisenbachem i Abrahamem Weinem tom dokumentów o udziale Żydów w powstaniu styczniowym. Publikował m.in. w „Przeglądzie Historycznym”, „Kwartalniku Historycznym” i „Biuletynie Żydowskiego Instytutu Historycznego”. Współpracował z Polskim Słownikiem Biograficznym, gdzie zamieścił 10 haseł, które do dziś zachowały wartość poznawczą. Na fali antysemickich działań władz PRL Fajnhauz został zmuszony do przerwania pracy w IH PAN i opuszczenia Polski. 8 lutego 1969 r. udał się do Izraela, a później Stanów Zjednoczonych. Na emigracji współpracował z pismem „Teki Historyczne”, gdzie opublikował m.in. teksty Stoicyzm wielkiego wichrzyciela. Szymon Konarski w przeddzień stracenia (1972, t. 16) oraz Emigracja a postyczniowe próby wznowienia walk zbrojnych (1993, t. 20). Był współautorem wydanego w 1972 r. Pamiętnika wileńskiego, w którym zamieścił szkic Ludność żydowska na ziemiach dawnego Wielkiego Księstwa Litewskiego. W 1998 r. opublikował swoje najważniejsze dzieło – 1863. Litwa i Białoruś. Napisał je na podstawie materiałów archiwalnych w znacznej części nieznanych wcześniej polskiej historiografii, a pochodzących z kwerend przeprowadzonych w trakcie powojennej pracy w Wilnie. Jako motto umieścił słowa z odezwy „Do braci Litwinów”, wydanej przez Komitet Centralny Narodowy – naczelną władzę powstańczą: „Węzeł całego zadania jest w Litwie; powstanie Litwy decyduje o zmartwychwstaniu Polski i o śmierci wroga”. Monografię zadedykował żonie Helenie (z d. Norwid), absolwentce filologii angielskiej uniwersytetu w Wilnie. Stwierdził: „wspólnie przeżyliśmy ciężkie lata emigracyjne i bez […] [jej] duchowego poparcia praca ta nigdy by się nie ukazała”. Został pochowany na cmentarzu Rosehill w Chicago.

## Literatura
- Marek Gałęzowski, Fajnhauz, Dawid, [w:] Zostali na Wschodzie. Słownik inteligencji polskiej w ZSRS 1945–1991 (red. nauk. Adam Hlebowicz), Instytut Pamięci Narodowej, Warszawa 2021, s. 160-164

## Wybrane publikacje
- Ruch konspiracyjny na Litwie i Białorusi : 1846-1848, Warszawa: Państwowe Wydawnictwo Naukowe 1965.
- Lithuanians in multi-ethic Chicago until World War 2, Chicago: Lithuanian Library Press and Loyola Univ. Press 1977.
- Lithuanians in the USA. Aspects of Etnic Identity, Chicago: Lithuanian Library Press 1991.
- 1863 Litwa i Białoruś, Warszawa: „Neriton” - Instytut Historii Polskiej Akademii Nauk 1999.